# Balázs-Bécsi Eszter
Balázs-Bécsi Eszter (Csíkszereda, 2000. április 10. –) magyar színésznő.

## Életpályája
Középiskolai tanulmányait Csíkszeredán végezte, a Márton Áron Gimnáziumban. Ezt követően a kolozsvári Babeș–Bolyai Tudományegyetemen szerzett alapdiplomát színészi szakon, majd ugyanott mesterképzésben vett részt, melyet 2024-ben fejezett be.
Színészi pályája a Csíki Játékszín társulatában indult, majd 2022-től a debreceni Csokonai Nemzeti Színház tagja.

## Színházi szerepei

### Csokonai Színház
- Woyzeck – Marie
- Tündér Lala – Gigi, tündér
- Úrhatnám polgár – Nicole, a szolgáló
- Ördögök – Liza
- Erkel és a felkelés – Sarolta, szolgáló
- Dorottya – Johanna
- Mágnás Miska – Marcsa, mosogatólány
- Liliom
- Az üvegcipő – Irma